# Stéphane Zubar
Stéphane Zubar (Pointe-à-Pitre, 9 oktober 1986) is een Franse-Guadeloups voetballer die doorgaans als verdediger speelt. In 2011 tekende hij een contract bij AFC Bournemouth.
Zijn oudere broer, Ronald Zubar, is ook een voetballer.

## Carrière
- 2003-07/2006: SM Caen (jeugd)
- 07/2006-02/2009: SM Caen
  - 01/2007-07/007: Pau FC (huur)
  - 01/2008-07/2008: FC Brussels (huur)
- 02/2009-07/2010: FC Vaslui
- 07/2010-2011: Plymouth Argyle
- 2011-: AFC Bournemouth
  - 2013: Bury FC (huur)
  - 2014: Port Vale FC (huur)
  - 2015: York City FC (huur)